# Steve Hewitt
Steve Hewitt (Nohhwich, 22 de marzo de 1981) es un músico británico conocido por haber sido miembro del grupo Placebo.

## Biografía
Nació en Northwich, una ciudad cercana a Mánchester, Inglaterra. Empezó a tocar la batería porque un compañero de escuela buscaba un baterista para su grupo. Logró ser autodidacta y a los 17 años ya enseñaba a otros compañeros.
Formó parte de diversas bandas, como Electric Crayons junto a Tim Burguess de The Charlatans y Boo Radleys, participando en la grabación de su primer álbum. Estuvo envuelto en el proyecto K- Klass, que hacían música de baile, y al mismo tiempo formaba parte del grupo Breed. 
Cuando sus compromisos lo permitían, acostumbraba a acompañar a Brian Molko, quien había conocido a través de una amiga en común. De esta manera pudo grabar en las primeras demos de Placebo, pero su actividad con Breed le impidió seguir colaborando y fue sustituido por Robert Schultzberg, quien sería el baterista del primer álbum de Placebo.
Respecto a esto Steve comentó: «escuché el primer LP de Placebo y pensé que Robert era técnicamente un buen batería, pero en términos de sentimiento y ritmo parecía que estaba luchando contra ello, yo simplemente he ordenado los tiempos en el material que fue hecho antes de que me uniera, simplemente poner más ritmo, más sentimiento en ello. Hacerlo menos tenso».
Y es que cuando Robert dejó Placebo, Steve fue el primer baterista a quien Molko llamó y éste, por supuesto, aceptó la propuesta «me senté en mi habitación con mi equipo de ensayo durante dos semanas y aprendí el LP. Entonces tuvimos un día y medio para ensayar antes de ir de gira por trece países en cuatro meses!».
El 1 de octubre del 2007 se confirmó a través de la página oficial de Placebo que Steve Hewitt dejó Placebo debido a diferencias personales y musicales.
A continuación se unió a la banda Love Amongst Ruin y esu álbum debut homónimo fue lanzado el 13 de septiembre de 2010, precedido por el sencillo «So Sad (Fade)».
- Datos: Q372318